# پینگو (شهر اتریش)
پینگو (به آلمانی: Pinggau) یک منطقهٔ مسکونی در اتریش است که در هارتبرگ فورستنفلد واقع شده‌است. پینگو ۵۸٫۹۹ کیلومتر مربع مساحت دارد ۵۲۷ متر بالاتر از سطح دریا واقع شده‌است.